# AXA Center
L'AXA Center, que portava originalment el nom d'Equitable Center, és un gratacel de New York. Fa 226 metres per a 54 pisos. La seva construcció es remunta a 1986. S'hi troba una de les dues seus de la companyia d'assegurances francesa AXA. L'edifici està situat a la Setena Avinguda, al número 787. La companyia AXA posseeix a la vegada el seu domicili social a New York, i a París al barri de la Défense. La Tour AXA de la Défense hauria de ser ampliada, i culminar a 225 metres, el que l'acostarà al seu homòleg. Aquesta nova torre esdevindria així la major torre de França.
Un fresc del pintor d'art pop Roy Lichtenstein titulada Mural with Blue Brushstroke i datant de 1986, any de la construcció de l'immoble, s'exposa a l'atri de l'immoble.